# واور
واور (به لاتین: Wawer) یک منطقهٔ مسکونی در لهستان است که در ورشو واقع شده‌است. واور ۷۹٫۷۱ کیلومتر مربع مساحت و ۶۲٬۶۵۶ نفر جمعیت دارد.